# Marie Krøyer

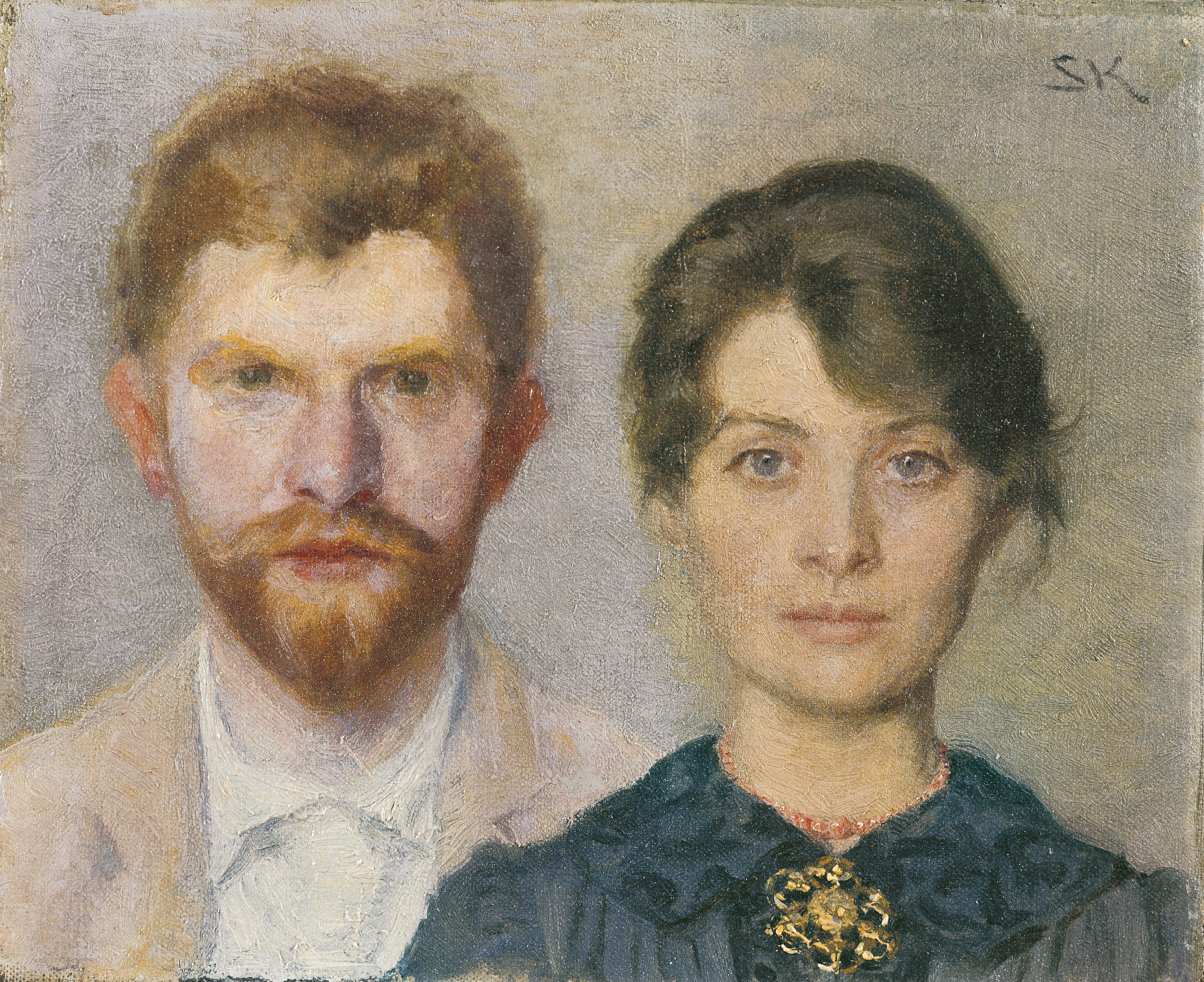
A Krøyer-házaspár közös, egymásról készített „önarcképe” (1890)

Marie Krøyer (Frederiksberg, 1867. június 11.  –  Stockholm, 1940. május 25.) született Maria Martha Mathilde Triepcke dán festőművész, lakberendező, formatervező; a skageni festők körének tagja. Főleg első férje, Peder Severin Krøyer révén vált ismertté. Második férje Hugo Alfvén svéd zeneszerző volt; ekkoriban a Marie Alfvén nevet használta.

## Élete
Marie Triepcke apja Wilhelm August Eduard Max Triepcke (1834-91) német származású mérnök, gyárigazgató, anyja Minna Augusta Kindler (1840-1909) volt.
Marie már egészen fiatal korában érdeklődni kezdett a festészet iránt. Ebben az időben a Királyi Dán Művészeti Akadémia még nem fogadott női hallgatókat, így magántanulmányokat folytatott; első tanára Carl Thomsen festő volt. 1888-ban Anna Ancherrel együtt utazott Párizsba, hogy ott folytassa tanulmányait. Ottani tanárai Gustave Courtois, Alfred Roll és Pierre Puvis de Chavannes voltak. Párizsi tartózkodása alatt találkozott a nála 16 évvel idősebb Peder Severin Krøyerrel, és szenvedélyes szerelem alakult ki közöttük. 1889. július 23-án házasodtak össze Augsburgban, ahol ekkoriban Marie szülei éltek. 
Marie festészeti bemutatkozására 1988-ban került sor a Charlottenborg kastélyban. 1891-ben részt vett a Den Frie Udstilling nevű „anti-akadémikus” kiállítás és mozgalom megalapításában is.
Marie barátai közé tartozott ekkoriban a festő-házaspár Harald Slott-Møller és Agnes Rambusch, Georg Brandes, a neves műkritikus és Sophus Schandorph költő.
A Krøyer-házaspár néhány évig Németországban, Franciaországban, Olaszországban utazgatott, majd a nyári hónapokra Skagenben, a skageni festők körében telepedtek le. Marie felhagyott a festészettel, mert úgy érezte, tehetsége messze elmarad férjéétől. Művészi érzékkel rendezte be viszont mind nyári otthonukat Skagenben, mind téli lakásukat Koppenhágában, sőt barátaiknak lakberendezési segítséget nyújtott. 1895-ben született lányuk, Vibeke. P. S. Krøyer azonban egyre súlyosabb mentális problémákkal küzdött, többször kellett hosszabb időre kórházba vonulnia.
Marie Krøyer 1902-ben, egy taorminai utazás során találkozott a nála öt évvel fiatalabb Hugo Alfvén svéd zeneszerzővel, akivel egymásba szerettek. Kapcsolatuk Skagenben is folytatódott férje tudtával, aki azonban ennek ellenére nem akart válni. Csak miután 1905-ben lánya született Alfvéntől, került sor a válásra. Alfvén emiatt a botrány miatt nem is vette el azonnal Mariet, hanem csak Krøyer halála után, 1912-ben. 
Az Alfvén-házaspár a közép-svédországi Tällbergben (Leksand község, Dalarna megye) telepedett le egy új, nagy házban, amit Alfvénsgaard-nak neveztek el, és amit Marie teljes egészében maga rendezett be, sőt több más épületet is tervezett a birtokon. Marie visszatért a festészethez is. Házasságuk azonban megromlott, Alfvén sorozatos hűtlenkedés után 1928-ban válni akart, de Marie ellenkezése miatt ez egészen 1936-ig elhúzódott. Közös otthonuk nagy viták tárgya lett, végül leányuk, Margita Alfvén (színésznő, 1905-1962) kapta meg. Marie utolsó éveiben magányosan élt Stockholmban.

### P.S. Krøyer néhány festménye feleségéről

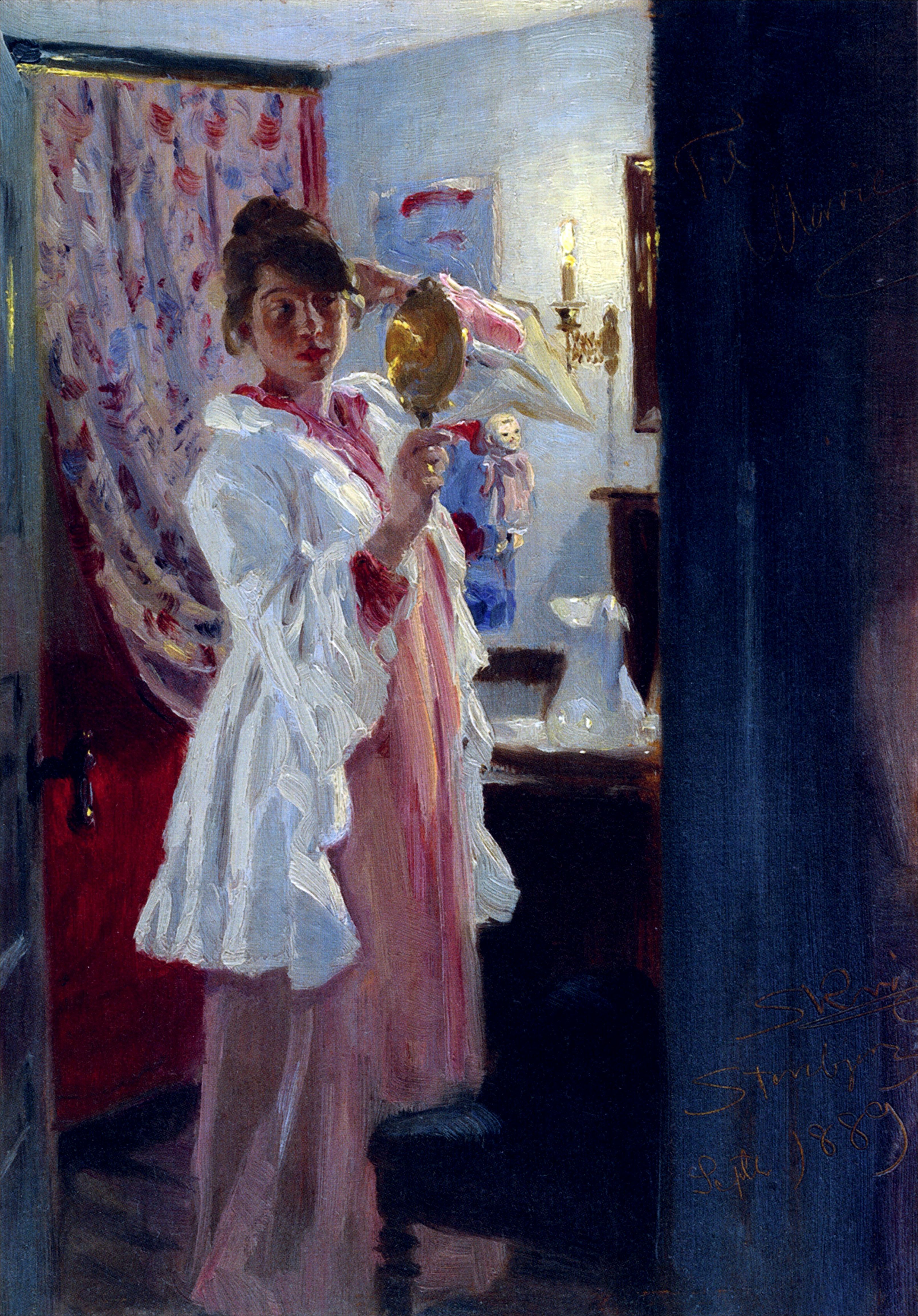
Enteriőr, Marie Krøyer (1889)
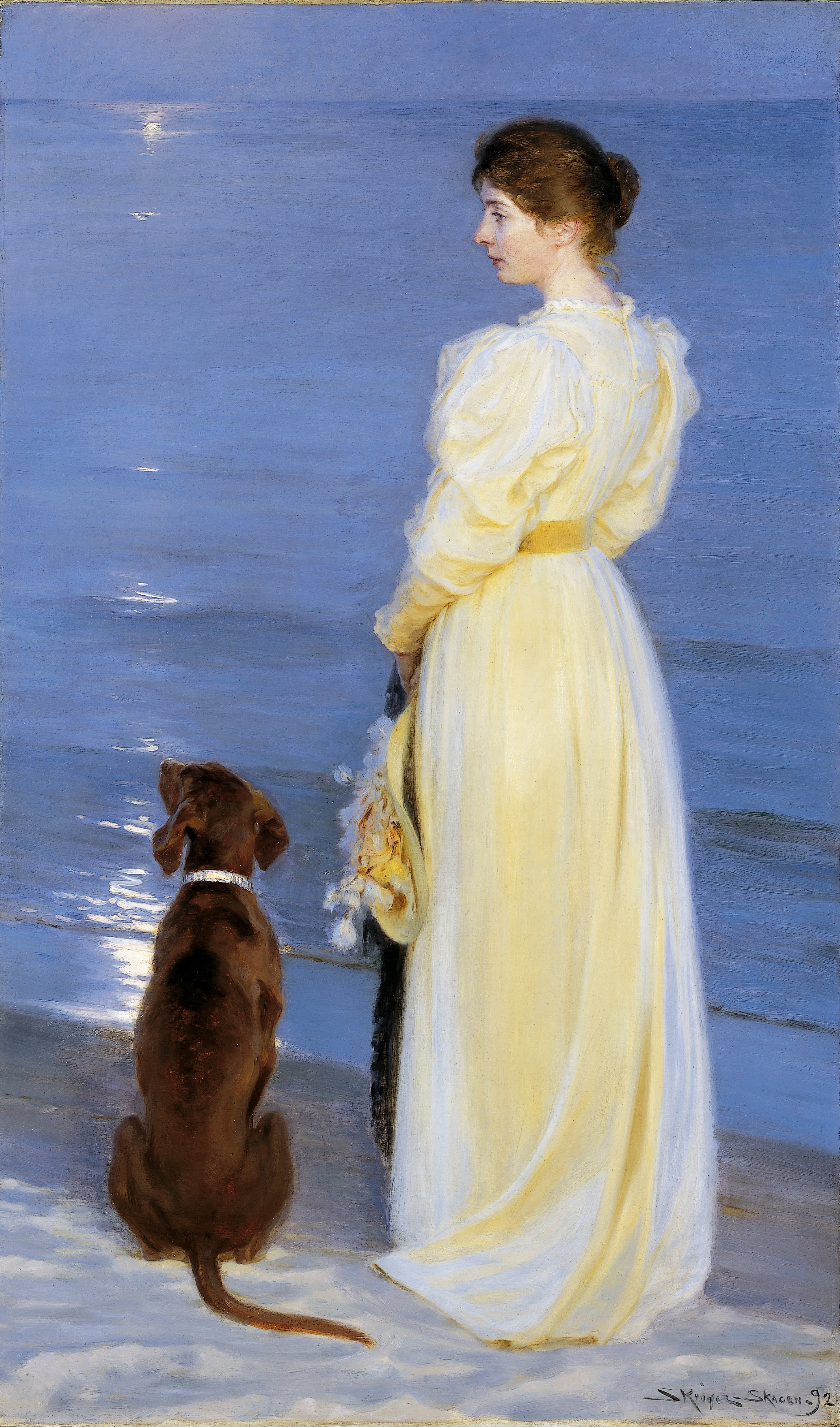
Nyári este Skagennél - a művész felesége és kutya a parton (1892)
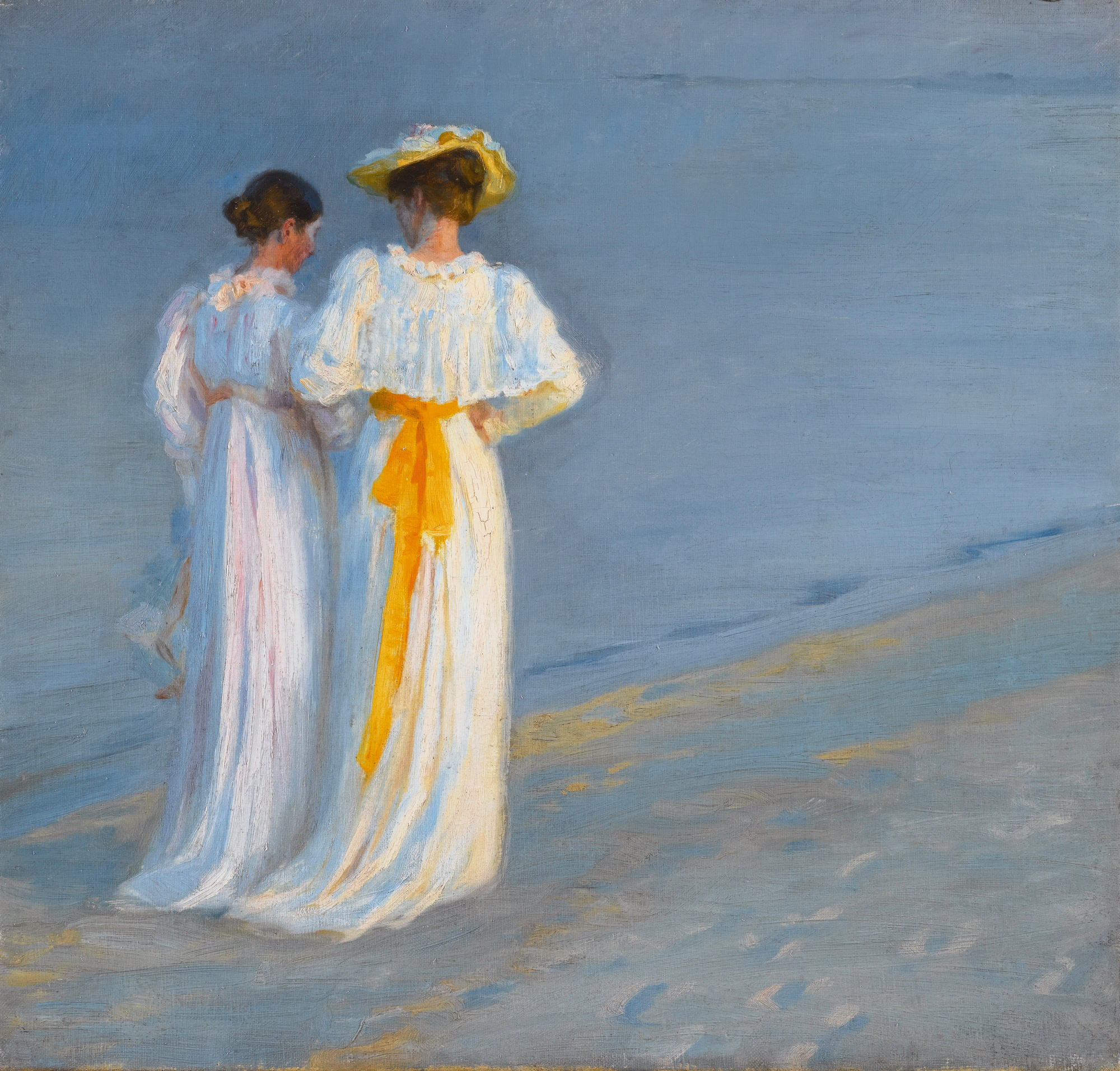
Anna Ancher és Marie Krøyer a parton Skagennél (1893)
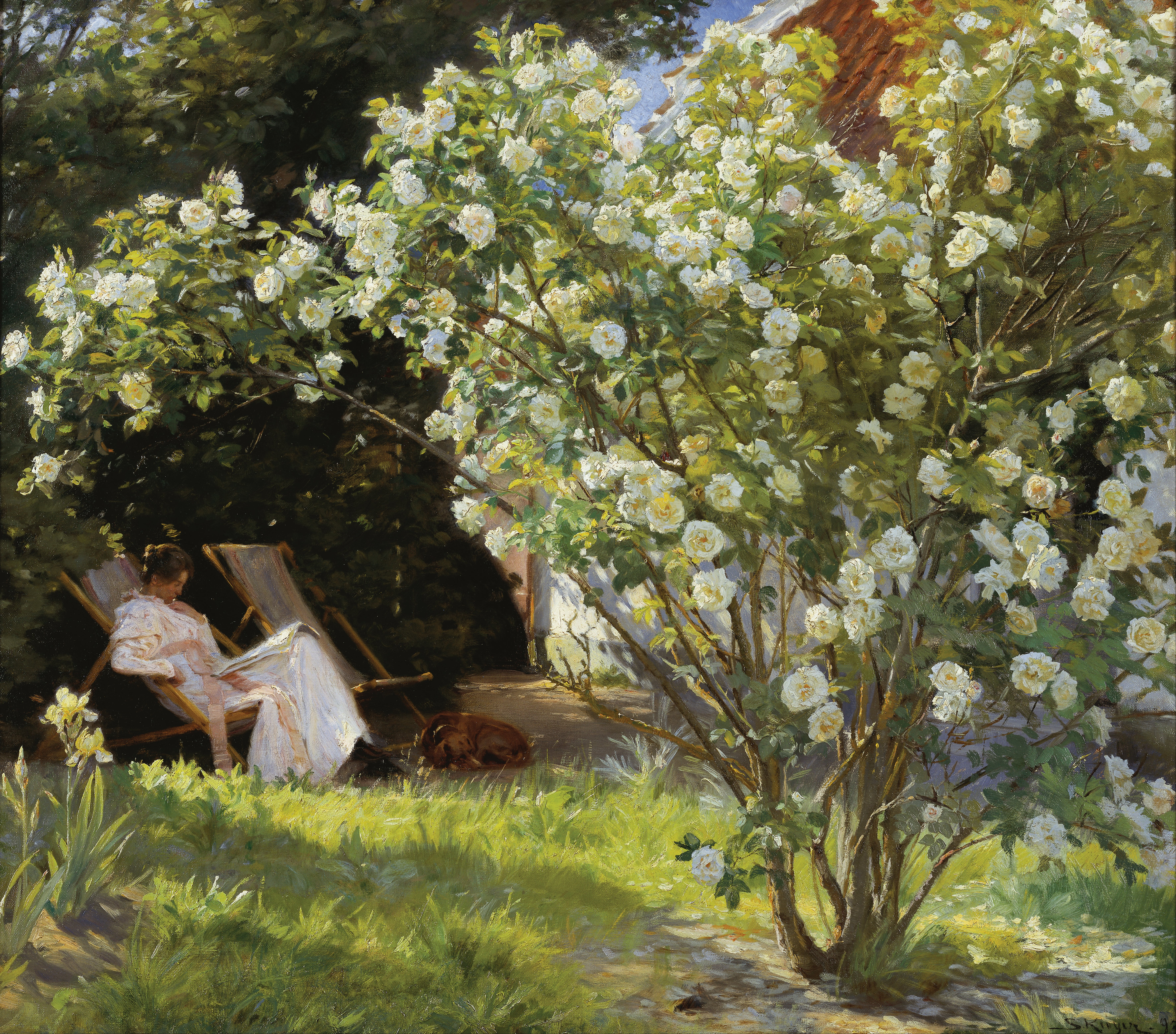
Rózsák (1893)
Nyári este a skageni parton - a művész és felesége (1899).

## Művészete
Férje, a tehetséges és nagy sikerű festő, P.S. Krøyer „árnyékában” visszahúzódott a festészettől és inkább a lakberendezés, bútortervezés foglalkoztatta. Csak kevés képe maradt fenn, ezek is nagyrészt kis méretű alkotások, ami szintén arra utal, hogy elvesztette önbizalmát. Nagyobb érdeklődésre tarthat számot 1899-es impresszionista önarcképe, ahol a festőnő, aki korának ünnepelt szépsége volt, néhány határozott ecsetvonással, az arcának nagy részét takaró árnyékkal meglehetősen komor képet rajzol magáról. Utolsó fennmaradt festménye, a Piac egy francia városban (Markedsplads i en fransk by) 1898-ból szintén egy kisméretű, impresszionista alkotás, de ez meggyőzően mutatja művészi tehetségét.
Lányának, Vibekének 1986-os halála után, az ő hagyatékából került elő a festőnő számos alkotása, amelyek bizonyítják tehetségét, kihasználatlanul maradt művészi lehetőségeit. 2002-ben további művei kerültek elő, amikor Tonni Arnold könyvet írt művészetéről, és ehhez Svédországban intenzív kutatómunkát végzett. Ekkor kiállítást is rendeztek Koppenhágában, 40 festményét és 20 vázlatát mutatva be.
Marie Krøyer több festménye a Skagens Museum gyűjteményében tekinthető meg.

### Belsőépítészet
Marie Krøyert belsőépítészeti tevékenységében főleg Charles Rennie Mackintosh skót designer munkássága inspirálta. Előfizetett a The Studio című szakfolyóiratra, követte William Morris és Edward Burne-Jones alkotásait is, akik az Arts and Crafts movement tagjai voltak. Innen kapta az indíttatást arra, hogy megtervezze skageni házuk, majd koppenhágai lakásuk berendezését, bútorait. Az ekkor általa tervezett bútordarabok közül több ma a Dán Nemzeti Múzeum birtokában van. Érdeklődése kiterjedt a tűzhelyekre, a lakástextilekre és más belsőépítészeti elemekre is. Együttműködött Ulrik Plesner skageni építésszel, aki figyelembe vette az ő elképzeléseit is a saját munkájában.
Nagy szerepet játszott az Alfvénsgaard, Hugo Alfvénnel közös svédországi otthona kialakításában is. Itt a helyi svéd építészeti hagyományokat kombinálta a szecessziós enteriőrökkel és a dán jellegű szakipari munkával.

## Fordítás
- Ez a szócikk részben vagy egészben a Marie Krøyer című dán Wikipédia-szócikk ezen változatának fordításán alapul.  Az eredeti cikk szerkesztőit annak laptörténete sorolja fel. Ez a jelzés csupán a megfogalmazás eredetét és a szerzői jogokat jelzi, nem szolgál a cikkben szereplő információk forrásmegjelöléseként.
- Ez a szócikk részben vagy egészben a Marie Krøyer című angol Wikipédia-szócikk ezen változatának fordításán alapul.  Az eredeti cikk szerkesztőit annak laptörténete sorolja fel. Ez a jelzés csupán a megfogalmazás eredetét és a szerzői jogokat jelzi, nem szolgál a cikkben szereplő információk forrásmegjelöléseként.